# Мелеєшть (Ясси)
Мелеєшть, Мелеєшті (рум. Mălăești) — село у повіті Ясси в Румунії. Входить до складу комуни Гропніца.
Село розташоване на відстані 337 км на північ від Бухареста, 30 км на північний захід від Ясс.

## Населення
За даними перепису населення 2002 року у селі проживали 490 осіб, усі — румуни. Усі жителі села рідною мовою назвали румунську.